# Conrad Tambour
Conrad Tambour (* 1984 in Wien) ist ein österreichischer Animationsfilmregisseur.
Tambour studierte von 2005 bis 2010 an  der Filmakademie Baden-Württemberg im Fachbereich Animation. Sein Film Der Besuch mit den Stimmen von österreichischen Schauspielergrößen Erwin Steinhauer, Erni Mangold oder Ingrid Burkhard wurde mit vielen internationalen Filmpreisen ausgezeichnet und lief unter anderem auch bei den Filmfestspielen in Cannes 2011. 2010 gründete er zusammen mit Johannes Schiehsl, Steffen Schäffler und Benjamin Swiczinsky die Gruppe Neuer Österreichischer Trickfilm.
Von 2011 bis 2014 führte er zusammen mit Johannes Schiehsl und Benjamin Swiczinsky bei der internationalen TV-Serie "Hexe Lilli" regie, die 2014 und 2015 auf KIKA und ORF EINS ausgestrahlt wurde.
Für den steirischen Musiker Krawauli realisierte er mehrere animierte Musikvideos.

## Filmografie
- 2007 Kopfbahnhof
- 2008 Die Plakatkleber
- 2011 Der Besuch
- 2014 Hexe Lilli (3. Staffel)[3]
- 2014 Alpendorf St.Johann
- 2016 Krawauli – Dance Away (Musikvideo)
- 2017 Antimarteria (Animation)
- 2018 Krawauli – Silence Will Follow the Row (Musikvideo)[4]
- 2019 Kleine Germanen (Animation)
- 2019 Krawauli – Eine Beule am Gesäß (Musikvideo)
- 2019: Fritzi – Eine Wendewundergeschichte (Produzent)
- 2020 Krawauli - Die Käfer (Musikvideo)

Weiters wirkte er an den Neuer Österreichischer Trickfilm-Produktionen Zweisitzrakete, Slow Riddim Express, Die Telefonbuchpolka und 366 Tage in diversen kleineren Funktionen mit.